# ザ・クレイジーズ/細菌兵器の恐怖
『ザ・クレイジーズ/細菌兵器の恐怖』（原題：The Crazies, The Crazies/Code Name: TRIXI）は、1973年のアメリカ合衆国のホラー映画。
ゾンビ映画で知られるジョージ・A・ロメロが監督・脚本・編集を務めた本作は、細菌兵器の事故による混乱を描いたパニック・ホラー映画である。興行的には失敗に終わったが2010年には同タイトルでティモシー・オリファント主演で、リメイクされている。
本作の設定などには、デヴィッド・E・ダーストン監督『処刑軍団ザップ』（1970年）からの影響も指摘されている。
日本では劇場未公開だったが、2010年1月16日から同年2月12日まで、シアターN.渋谷にて4週間限定でレイトショー公開された。

## ストーリー
アメリカの田舎町、エバンズ・シティ。ある日、住人の男性が突然発狂して妻を殺し、家に放火する事件が発生した。消防士のデヴィッドは現場で消火作業を行う中、同僚に町へ向かう軍の部隊を見たと告げられる。やがて町に防護服に身を包んだ兵士たちが現れ、伝染病の発生を理由に住人たちを強制的に連行し始めた。デヴィッドは詳しい説明も行わない軍の姿勢に反発し、友人のクランクと恋人のジュディを連れて数人の住人たちと共に軍の封鎖線からの脱出を試みる。実は町の付近に軍の輸送機が墜落し、搭載していた生物兵器のトリクシーが流出して飲料水の水源を汚染し、住人たちを発狂させていたのである。
政府は事態が明るみに出ることを恐れてペッケム大佐を派遣し、軍政を敷いて町を完全に封鎖すると同時に、封鎖失敗に備えて核爆弾による焼却を行うべく、上空に爆撃機を待機させる。デヴィットたちは軍から逃れるべく逃避行を続けるが、彼らの中にも発狂者が現れ、一行は次第に追い詰められていく。

## 登場人物
フジテレビ「ゴールデン洋画劇場」1979年2月16日「最新パニック傑作選（「北京原人の逆襲」「キラー・ビー」に続く第3弾として）で初放送。日本語吹替は、スティングレイより発売の2枚組特別版DVDに収録。
デヴィッド
演 - W・G・マクミラン（声：小林修）
消防士。軍の封鎖範囲からの脱出と安全な場所を目指し、ジュディたちと共に逃亡する。ベトナム帰還兵で、戦闘経験豊富。仲間が次々にトリクシーを発症していく中、最後まで生き残る。
ジュディ
演 - レイン・キャロル（声：平井道子）
デヴィッドの恋人。ブルックマイヤーの診療所で看護婦をしている。妊娠中であったためにブルックマイヤーによって逃がされるが、軍に発見されて収容所へ移送される途中でデヴィッドやクランクと合流する。物語終盤、軍と感染者の銃撃戦に巻き込まれて命を落とす。
クランク
演 - ハロルド・ウェイン・ジョーンズ（声：仲村秀生）
デヴィッドの同僚。デヴィッド同様、ベトナム帰還兵で戦闘経験が豊富。逃亡中にトリクシーが発症し、追跡してきた軍を相手に自ら囮となって大暴れした後、射殺される。
アーティ・ボルマン
演 - リチャード・リバティー（声：堀勝之祐）
娘のキャシーと共に移送中の車内でデヴィットたちと遭遇し、行動を共にする。トリクシーを発症したためか、たどり着いた農家でキャシーを暴行しようとしてクランクに阻止される。翌朝には首吊り状態で発見されるが、自殺か他殺かは不明。
キャシー・ボルマン
演 - リン・ローリー（声：増山江威子）
アーティの娘。トリクシーの発症により次第に精神に変調を来し、捜索中の軍によって射殺される。
ライダー少佐
演 - ハリー・スピルマン（声：寺島幹夫）
ペッケム大佐到着時まで部隊の指揮を担当。輸送機が墜落後に積荷が飲料水に混入した可能性を推測し、発熱者の把握を指示するなど一定の対応は取っていたが、事前情報では積荷が無害なワクチンであると伝えられていた。
ペッケム大佐
演 - ロイド・ホーラー（声：寺田誠）
派遣部隊の最高責任者。感染拡大防止を最優先し、町に軍政を敷いた。事態に対して楽観的な上層部と現状の深刻さとの板挟みとなり、苦悩する。ライダー少佐にトリクシーが生物兵器であることを打ち明けた後、町の封鎖と住民の隔離・収容を完了し、任務終了したかに見えたが、ルイビルへの配置転換命令と町の現状を聞かされ、さらに苦悩することとなる。
ブルックマイヤー医師
演 - ウィル・ディズニー（声：宮内幸平）
エバンズ・シティで診療所を運営する医者。ライダー少佐に住人の隔離収容先として町の高校を提案する。終盤にはトリクシーを発症し、他の住人たちと共に収容されていた。
ワッツ博士
演 - リチャード・フランセ（声：大宮悌二）
トリクシーの開発責任者。上層部によって発生現場に直接送り込まれるが、必要な機材もろくに揃わない状況で本人は場当たり的な軍の無能さに呆れ果てる。物語終盤、高校内の研究室にてトリクシーの抗体を発見する。
トラゲッサー軍曹
演 - ネッド・シュミッケ
市長
演 - ジョージ・A・ロメロ（声：玄田哲章）
エバンズ・シティ市長。当初は事態の早期収束のため、軍の感染者隔離を黙認していたが、エスカレートする一方の軍政への抗議と住民の人身保護を要求するため、ペッケム大佐のもとを訪れる。
感染者
演 - ビル・ハインツマン
軍隊を襲撃する感染者集団の一員として登場。ダイナマイトを投げつけ、兵士を吹き飛ばした。

## 映像ソフト
- ザ・クレイジーズ 細菌兵器の恐怖（2019年12月11日、キングレコード）
- ザ・クレイジーズ 細菌兵器の恐怖 Blu-ray（2019年12月11日、キングレコード）